# Воздвиженская улица (Великий Новгород)
Воздви́женская — одна из улиц Великого Новгорода. Находится на Софийской стороне, на территории исторического Людина конца.
Начинается от Троицкой и проходит до Большой Власьевской улицы. Протяжённость 215 м.
Название получила по одноимённой церкви. В XIX—XX вв. назвалась Лукинская по церкви Апостола Луки. 12 сентября 1991 года решением Новгорсовета историческое название восстановлено. В XIX на Воздвиженской находились частные дома с садами, а также владения Троицкой церкви. В настоящее время улица также застроена частными домами.
В 2020 году на Воздвиженской улице рядом с берестяной грамотой № 1132, датируемой третьей четвертью XIV века, была найдена печать новгородского посадника Юрия Ивановича. В грамоте автор задает вопрос своему адресату: «Чи пойдёт рать за Волок?», а также спрашивает: «Стоит ли остерегаться какого-то военного отряда?».
Осенью 2024 года в раскопе на улице Воздвиженская, 6 был найден Воздвиженский клад — самый большой из кладов X века, обнаруженных в Новгороде, — почти 1900 серебряных предметов (в основном — дирхамы).